# Dino Distefano
Dino Distefano (Catania, 1973) è un informatico italiano, vincitore del Roger Needham Award per le sue ricerche sull'analisi della sicurezza e dell'affidabilita' del software .

## Biografia
Si è laureato all'Università di Pisa e ha ottenuto il dottorato all'università di Twente nei Paesi Bassi. Si trasferisce a Londra con una borsa di post dottorato e dopo aver pubblicato articoli su una tecnica di analisi basata su logica matematica e implementata nel sistema denominato infer, in grado di determinare automaticamente l'esistenza di errori in sistemi software, viene insignito del Roger Needham Award.
Diviene professore ordinario di verifica del software presso l'università Queen Mary di Londra e fonda una sua società di nome Monoidics che viene acquisita da Facebook.
Nel 2014 viene premiato con la Silver Medal dalla Royal Academy of Engineering, un riconoscimento dato a ricercatori per il loro contributo scientifico, commercializzato con successo.